# Iglesia de Dios pentecostal india
La Iglesia de Dios Pentecostal india (IPC) es la organización pentecostal más masiva de India. Desde 1991 se ha extendido también por los Estados Unidos, especialmente en la «Región Triestatal» que comprende los estados de Texas, Florida y Georgia; además del estado de Washington. El movimiento surgió hacia 1924 y fue inscrito legalmente como iglesia en 1935 en Eluru de acuerdo a la Ley XXI de Sociedades de 1860. La asociación matriz está dirigida desde Hebron, Kumbanad, Kerala, India. La mayor comunidad en Estados Unidos se encuentra en Houston, Texas, con más de 500 miembros.